# Ingrid Lechner-Sonnek

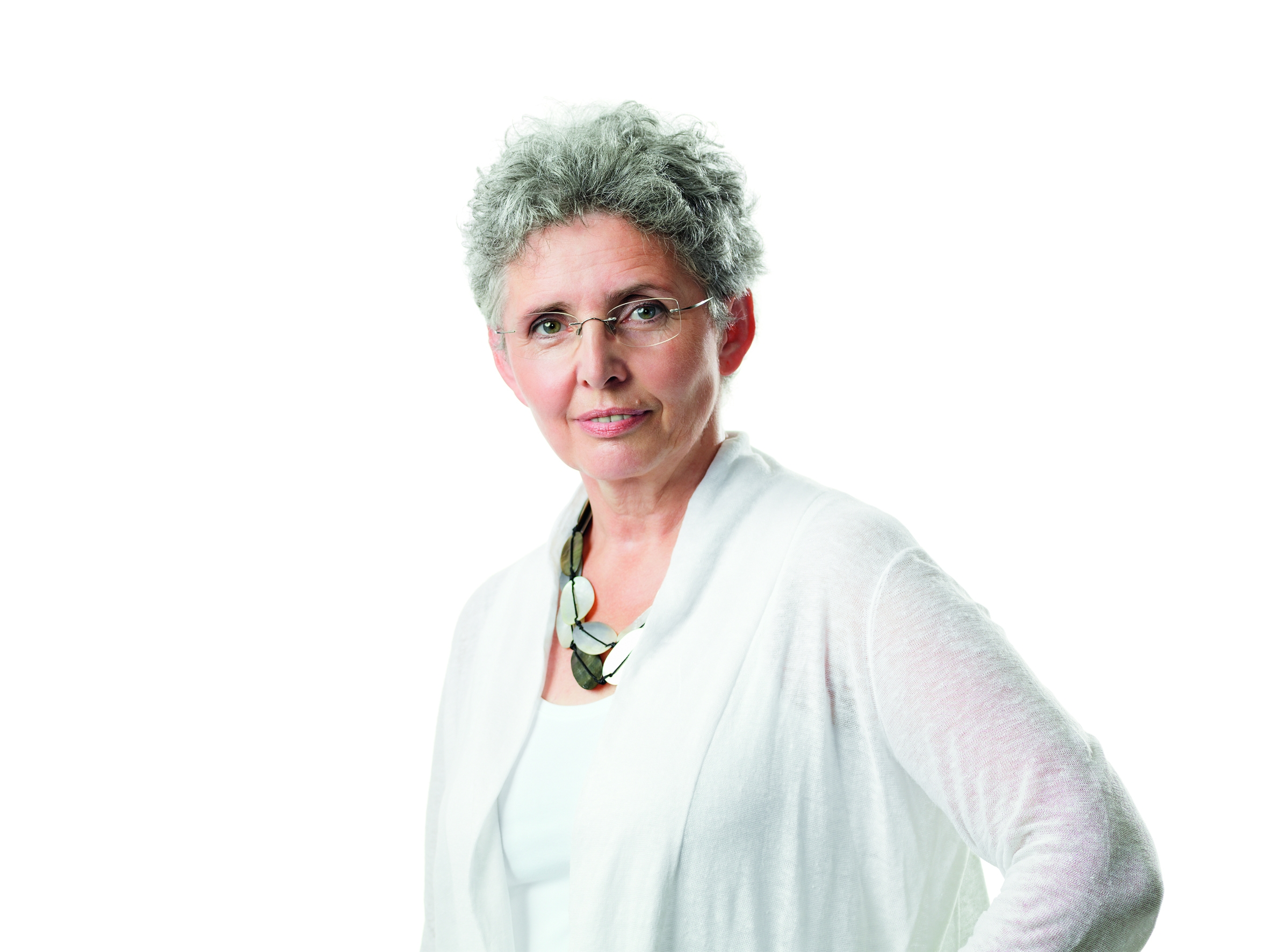
Ingrid Lechner-Sonnek (2010)

Ingrid Lechner-Sonnek (* 30. März 1953 in Weiz) ist eine österreichische Politikerin (Grüne) und Sozialmanagerin. Lechner-Sonnek war von 2000 bis 2015 Abgeordnete zum Landtag Steiermark.
Lechner-Sonnek begann 1985 ihr politisches Engagement in der Grün-Alternativen Bürgerliste Gleisdorf und vertrat die Liste zwischen 1990 und 2001 als Gemeinderätin. Zwischen 1995 und 2000 hatte sie zudem die Funktion der Finanzstadträtin inne. Sie trat bei der Landtagswahl 2000 als Spitzenkandidatin für den Wahlkreis Ost an und wurde in der Folge am 7. November 2000 als Abgeordnete zum Landtag angelobt. Sie übernahm im November 2000 zudem das Amt der Klubobfrau und war Bereichssprecherin der Grünen für Umwelt, Luftgüte, Energie, Bildung, Kinderbetreuung, Behinderung, Gesundheit, Wirtschaft, Wohnbau, Finanzen und Gemeinden. 2015 schied sie aus dem Landtag wieder aus. Zudem war Lechner-Sonnek zwischen 1998 und 2005 Landessprecherin der Steirischen Grünen und von 2004 bis 2008 Mitglied des Bundesvorstands der Grünen.  
Lechner-Sonnek ist verheiratet und die Mutter von Ida und Marie Kreutzer.